# Indrajaya (Salem)
Indrajaya is een bestuurslaag in het regentschap Brebes van de provincie Midden-Java, Indonesië. Indrajaya telt 3500 inwoners (volkstelling 2010).